# استراتژی محتوا
در صنعت وب هر چیزی که اطلاعات معناداری رو به کاربران ارائه دهد را محتوا می‌گویند. همه وب سایت‌ها محتوا دارند، چه یک وب سایت کوچک، چه یک پایگاه تحقیقاتی آنلاین. طبیعتاً وب سایت‌های کوچک به نویسندگان کمتری نیاز دارد. اما وب سایتی که ده‌ها محتوای مختلف را ارائه می‌کند، به کسانی نیاز دارد که تصمیم‌گیری زمان و چگونگی ارائه محتوا را بر عهده بگیرند. همچنین به اشخاصی نیاز دارد که بتواند بهترین روش برای ارائه محتوا و اینکه توسط چه کسی نوشته شوند را تعیین کند. این شخص استراتژیست محتوا خوانده می‌شود.

## تعریف
تعاریف مختلفی از استراتژی محتوا ارائه شده‌است:
در بحث مدیریت محتوا، وقتی از استراتژی محتوا حرف می‌زنیم، با قسمت برنامه‌ریزی آن کار داریم. محتوا باید در تمام طول عمر خود مدیریت شود. همچنین باید دائماً با هدف‌های کسب‌وکار و تحلیل‌های مرتبط با آن، همسو شود. استراتژی محتوا در مورد تمام مراحل مرتبط به زندگی یک محتوا نظر می‌دهد و بر روی آن تأثیر دارد. ایده‌های اولیه آن، تولید و توسعه آن، ارائه آن، ارزیابی آن و در نهایت حذف و کنار گذاشتن آن. استراتژی محتوا مشخصاً هم ارز جنبه‌های اجرای فنی آن نیست.
استراتژی محتوا قرار است محتوای مناسب و مفید و کاربردی متناسب با «یک تجربه از پیش طراحی شده برای مخاطب» را تولید و گردآوری کرده و آن‌ها را تحویل مخاطب داده و مدیریت کند.
استراتژی محتوا فرایند تولید، ذخیره و توزیع محتوا بر اساس یک برنامه سازمان‌یافته حول یک محور و مأموریت مشخص و بر اساس مخاطب‌های مشخص است. موفقیت این فرایند باید در تمام چرخه عمر محتوا، بر اساس شاخص‌های شفاف عددی پایش و اندازه‌گیری شود. استراتژی محتوا مسئول طراحی هویت محتوا از لحاظ ساختار و سبک است و باید این چارچوب را برای کلیه دپارتمان‌های یک سازمان تعیین کند.
مدیریت محتوا، یک مدل ذهنی، فرهنگ و رهیافت است که بر اساس آن، تلاش می‌شود اطلاعاتی که مشتری نیاز دارد در همهٔ محل‌هایی که او به دنبال آن‌ها می‌گردد و در کلیهٔ مراحل خرید، در اختیار او قرار گیرد. این شیوه، یک نوع نگرش استراتژیک برای مدیریت محتوا به عنوان یک دارایی است و بر اساس آن، مدیریت به شیوه‌ای اعمال می‌شود که نرخ بازگشت سرمایه آن به صورت عددی، قابل سنجش باشد.

## استراتژیست
یک استراتژیست فردی است که توانایی تهیه و تدوین استراتژی تولید محتوا را دارد. استراتژیست می‌تواند با توجه به نوع کسب‌وکار، یک استراتژی موفق را برای بازه‌های زمانی کوتاه ( 3 تا 6 ماه) یا بلند مدت (6 تا 13 ماه)، تدوین کند. برای این کار نیاز به اطلاعات دقیقی از نوع کسب‌وکار، جامعه هدف، نوع محصولات و خدمات، وضعیت رقبا و بودجه محتوایی کارفرما دارد. استراتژیست‌های محتوا معمولاً با طیف وسیعی از استراتژی‌ها، روش‌ها و ابزارها آشنایی دارند. یک استراتژیست محتوا نیاز به تحصیلات آکادمیک ندارد و عاملی که باعث موفقیت وی در تدوین استراتژی می‌شود، دانش و تجربه وی در زمینه شناخت پرسونای مخاطب است.

## چرا باید استراتژی محتوا بنویسیم؟
اگر تجربه تولید محتوا در یک وبلاگ یا شبکه اجتماعی را داشته باشید ممکن است روال به دنبال یادگیری روال درست تولید محتوا باشید تا بدانید چه نوع محتوایی را باید به نوع سایت‌تان به نگارش درآورید، تا متناسب با اهدافتان باشد.
بدون استراتژی، بازاریابی محتوای شما به اصطلاح باری به هر جهت حرکت می‌کند و هرگز نمی‌توانید یک جهت مشخص داشته باشید؛ لذا استراتژی محتوا یکی از مهم‌ترین مراحل تولید محتوای کاربردی و هدفمند می‌باشد.

## برای مطالعهٔ بیشتر
- Content Strategy Google group - a public discussion forum
- Wroblewski, Luke (February 6, 2012). "Structured Web Content".
- Managing Enterprise Content: A Unified Content Strategy by Ann Rockley and Charles Cooper
- The Epic List of Content Strategy Resources by Jonathon Colman
- The Content Strategy Alliance